# Croton sanctae-crucis
Espèce
Croton sanctae-crucis est une espèce de plantes à fleurs du genre Croton et de la famille des Euphorbiaceae, présente au centre-ouest du Brésil.